# Penstemon globosus
Penstemon globosus là một loài thực vật có hoa trong họ Mã đề. Loài này được (Piper) Pennell & D.D. Keck mô tả khoa học đầu tiên năm 1940.

## Hình ảnh

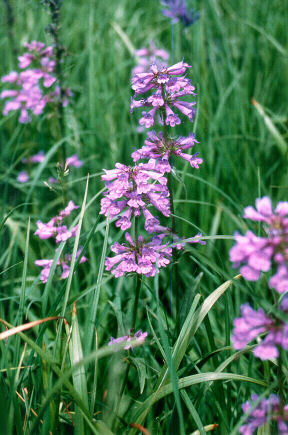